# Sketch Tales
Sketch Tales — це відеогра жанру RPG-пісочниці, в основі якої стоїть здатність малювати, створена українською командою інді-розробників 8D Studio. З 28 вересня 2015 року гра перебуває в режимі дочасного доступу у сервісі Steam. Вихід фінальної версії очікується у 2016 році.
Особливістю Sketch Tales є те, що оточення, персонажів та інші ігрові об'єкти гравець може створювати власними руками без яких-небудь обмежень. Гра має офіційну українську локалізацію.

## Ігровий процес
Все, що гравець зустріне в ігровому світі, він може перемалювати або дублювати. Наприклад, різні види зброї, тварин і NPC, частину будівель і елементи природи. Подорожуючи, гравець знаходить нові інструментів та ескізи — сувої, які дозволяють додавати нові типи об'єктів та істот. Малюнки до того ж можна зробити анімованими, задавши послідовність кадрів.

## Сюжет
В намальованому світі раптом зникли всі кольори. Гравець, який саме «завітав» до цього світу, повинен знайти хто за цим стоїть, використовуючи свою уяву і вміння малювати.